# Женщины-рабочие-мигранты из развивающихся стран
Женщины-мигранты из развивающихся стран — наёмные работницы в странах, гражданами которых они не являются. В прошлом женщины традиционно считались компаньонками своих мужей в процессе миграции, в настоящее время большинство взрослых женщин-мигрантов работают по своей собственной специальности. В 2017 году из 168 миллионов трудящихся-мигрантов более 68 миллионов были женщинами. Увеличение доли женщин-мигрантов с начала XX века часто называют «феминизацией миграции».
Большинство женщин- мигрантов приезжают работать из развивающихся стран в страны с высоким уровнем дохода. Женщины-мигранты ежегодно отправляют более 300 миллиардов долларов США в виде денежных переводов в свои страны происхождения, обеспечивая этими деньгами оплату основных потребностей своих семей в здравоохранении, жилье и образовании. На макроэкономическом уровне денежные переводы от трудящихся-эмигрантов могут составлять до 25 % национального валового внутреннего продукта Однако женщины-мигранты работают вдали от своих стран происхождения и часто оказываются разлученными со своими семьями. Это приводит к неравномерному распределению репродуктивного труда в мире:
- в странах назначения женщины-иммигранты помогают решить проблему нехватки работников сферы ухода[англ.][11] и дают возможность бо́льшему количеству местных женщин выйти на рынок труда[12]
- в странах происхождения эмиграция большого числа женщин заставляет других членов общества брать на себя бо́льшую нагрузку по домашней работе[13].

Женщины-мигранты вынуждены выбирать гендерно-зависимые профессии (работа по дому и другие), и непропорционально часто работают в частных домах. В результате они сравнительно «скрыты» от общества и более уязвимы для эксплуатации и жестокого обращения. Более того, ряд мер государственной политики также повысили уязвимость этих женщин-мигрантов, так, в арабских государствах домашние работники-мигранты зависят от своих работодателей в плане легального статуса, что заставляет работников терпеть значительное количество злоупотреблений из-за страха депортации. В некоторых странах женщинам-мигрантам также запрещено заниматься сексом или беременеть.

## Статистика
130 миллионов международных мигрантов сегодня — составляют женщины, почти половина из 271 миллиона мигрантов. Доля женщин-мигрантов колеблется, так она увеличилась с 46,7 % (1960) до 48,4 % (2010), но за последние два десятилетия несколько снизилась: с 49,1 % в (2000) до 47,9 % (2019). Среди трудящихся- мигрантов мужчины численно превосходят женщин, так,  68,1 миллиона человек, или 41,6 %, из 164 миллионов трудящихся-мигрантов в 2017 году были женщины (данные Международной организации труда).
Миграция между развивающимися странами, как правило, более существенна, чем миграция из развивающихся стран в страны с высоким уровнем дохода (оценка Всемирного банка). Тем не менее, 73 миллиона мигрантов из развивающихся стран проживают в странах ОЭСР с высоким уровнем дохода. Среди иммигрантов в развитых странах женщин больше, чем мужчин (50,9 %), в то время как в развивающихся странах женщины составляют лишь 45,7 % всех иммигрантов по сравнению с 54,3 % мужчин.

## Женщины-мигранты по регионам

### Арабские государства
5,3 % всех женщин-мигрантов проживают в арабских государствах. Несмотря на то, что 40,8 % всех работников в арабских государствах являются трудящимися-мигрантами, только 20 % из них — женщины. Для арабского мира характерна система «кафала», а также отсутствие трудового законодательства, что приводит к тяжёлым условиям труда и жестокому обращению. Исследование Международной организации труда, проведённое в четырёх арабских странах (Бахрейн, Кувейт, Ливан и Объединённые Арабские Эмираты), показало, что женщины-мигранты, работающие в качестве домашней прислуги, в среднем работают очень много (от 101 до 108 часов в неделю). Многие из опрошенных женщин также жаловались на недостаток сна, поскольку они были «на дежурстве» весь день и всю ночь. Большинство женщин-мигрантов, работающих в качестве домашней прислуги в Кувейте, подвергались физическому, сексуальному или словесному насилию. Женщины-мигранты в Ливане также сообщали о том, что их запирают в домах работодателей и ограничивают в приёме пищи.
Во многих арабских государствах также используется система «кафала», при которой каждая женщина-мигрантка должна быть спонсирована жителем страны,  правовой статус женщины-мигранта зависит от спонсорской поддержки её работодателя, и, следовательно терпимость работниц ко значительному количество злоупотреблений связана со страхом депортации. Женщины-мигранты платят большие суммы денег агентствам, помогающим им найти спонсоров (деньги вычитаются из их зарплаты). В результате они не получают никакого дохода за первые три месяца работы.

### Европа и Северная Америка
Число женщин-международных мигрантов превышает число мужчин-мигрантов как в Европе, так и в Северной Америке. 39,8 % и 25,8 % женщин-мигрантов проживают в Европе и Северной Америке соответственно, по сравнению с 26,3 % и 21,1 % мужчин-мигрантов. Возросший спрос на работу по уходу среди семей с двумя источниками дохода в обоих регионах приводит к постоянному увеличению общего числа иммигрантов. Например, феминистская экономистка Бенерия Лурдес утверждает, что спрос на работу по уходу в Европе в 1990-х и 2000-х годах привел молодых латиноамериканцев в такие страны, как Испания, чтобы обеспечить работу по уходу за стареющим населением.

### Китай
Число сельских рабочих-мигрантов в Китае увеличилось в восемь раз: с 20-30 миллионов (середина 1980-х) до более чем 160 миллионов (2012). Из этих 160 миллионов работников 33-50 % составляли женщины. Мотивы миграции сельских женщин многочисленны и сложны (притяжение городов, ответственность за родителей) Исследования показывают, что бедные китайские рабочие более склонны к миграции, и что миграция увеличивает доход домохозяйства на душу населения на 8,5-13,1 % Сельские мигранты переводят большую часть своих доходов своим семьям.
Чтобы найти работу в крупных городах Китая, таких как Шанхай, сельские женщины-мигранты используют социальные сети (гуаньси). Женщины-мигранты из сельской местности выполняют самые разные работы: от работы по дому до работы на фабриках, от владения собственным бизнесом до работы хостесс в популярных хостесс-клубах Китая.

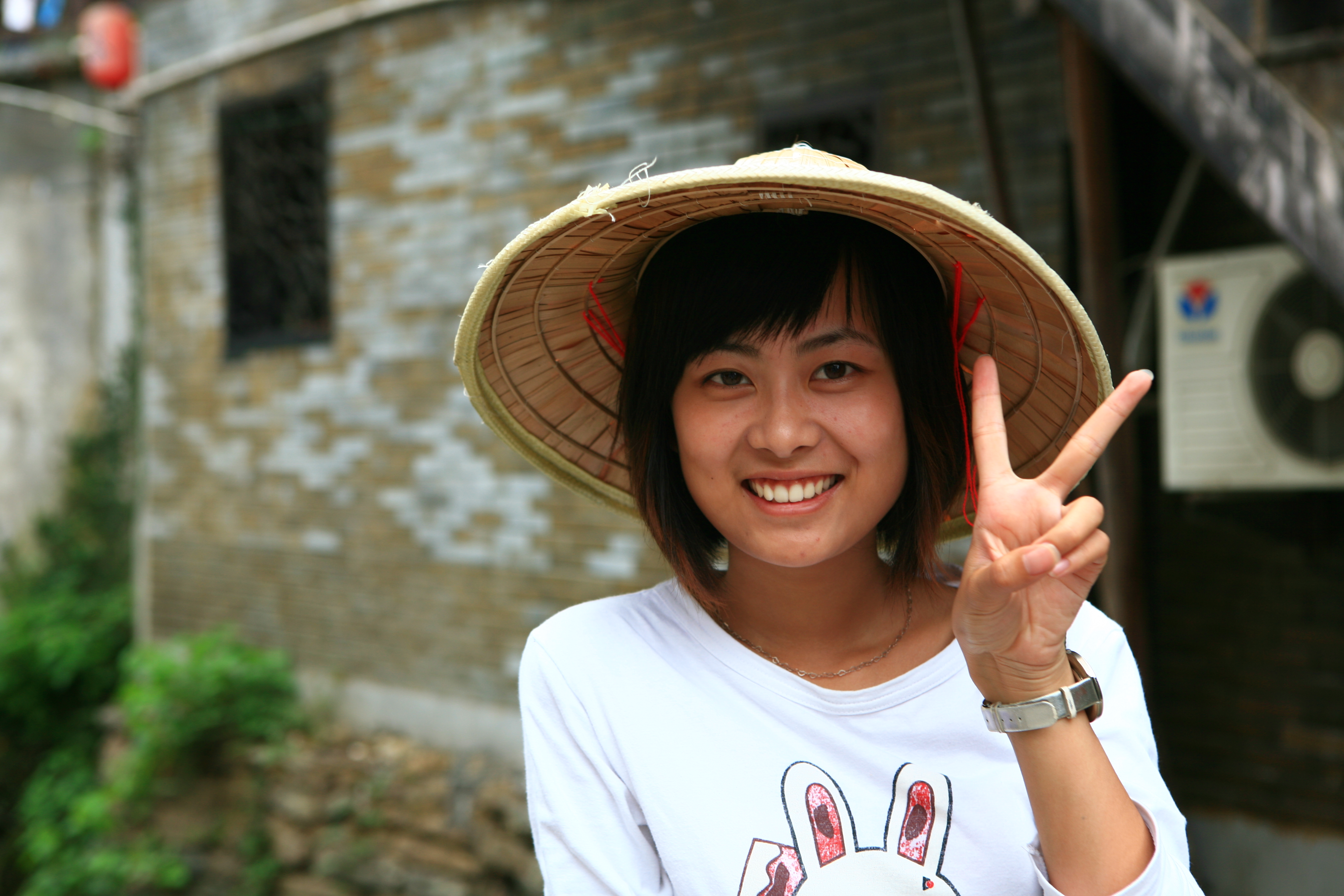
Женщина из одной из сельских областей Китая.

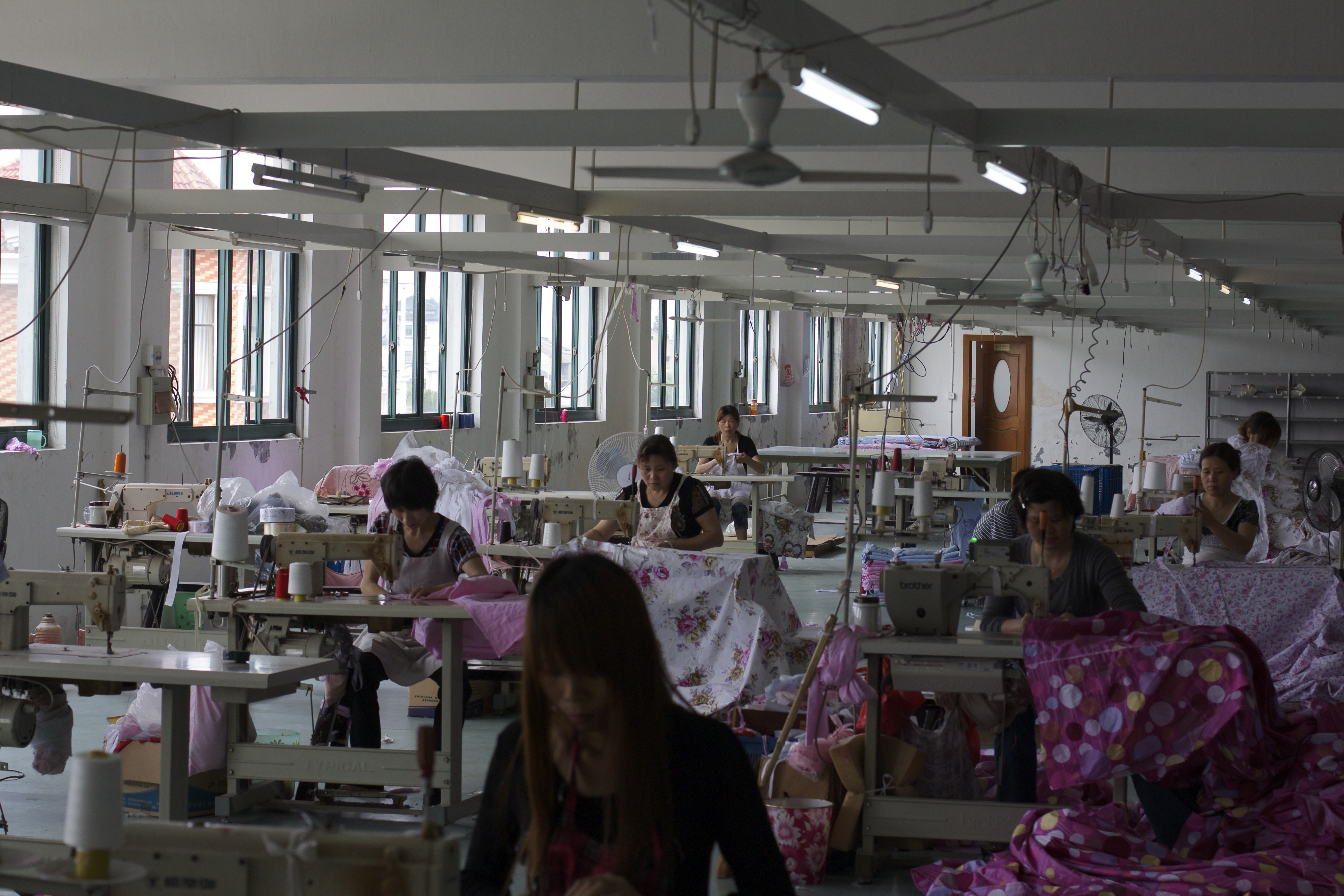
Женщины, работающие на шелковой фабрике в Китае

Молодые китаянки из сельской местности, являясь мигрантами и работая на фабрики в городах Китая, сталкиваются с плохими условиями труда, строгими правилами, низкой заработной платой и невыплатой зарплаты. Эти женщины-работницы попадают в полную зависимость от своих работодателей в удовлетворении своих основных потребностей, поскольку китайские законы обязывают фабрики предоставлять женщинам-мигрантам еду и жильё. Работодатели получают контроль над практически каждым аспектом жизни своих работников. Кроме того, социолог Нгай утверждает, что система общежитий является стрессовой для этих женщин-мигрантов, поскольку она отрывает их от семей. Хотя эта система обеспечила Китай дешёвой рабочей силой, позволяющей ему конкурировать на мировом рынке производства, это произошло за счёт изоляции, плохого обращения, длительного рабочего дня и низкой заработной платы для женщин-мигрантов, работающих на этих фабриках. Документальный фильм «Китайский синий» даёт представление об обращении с этими молодыми китаянками и условиях, в которых они живут.

### Юго-Восточная Азия

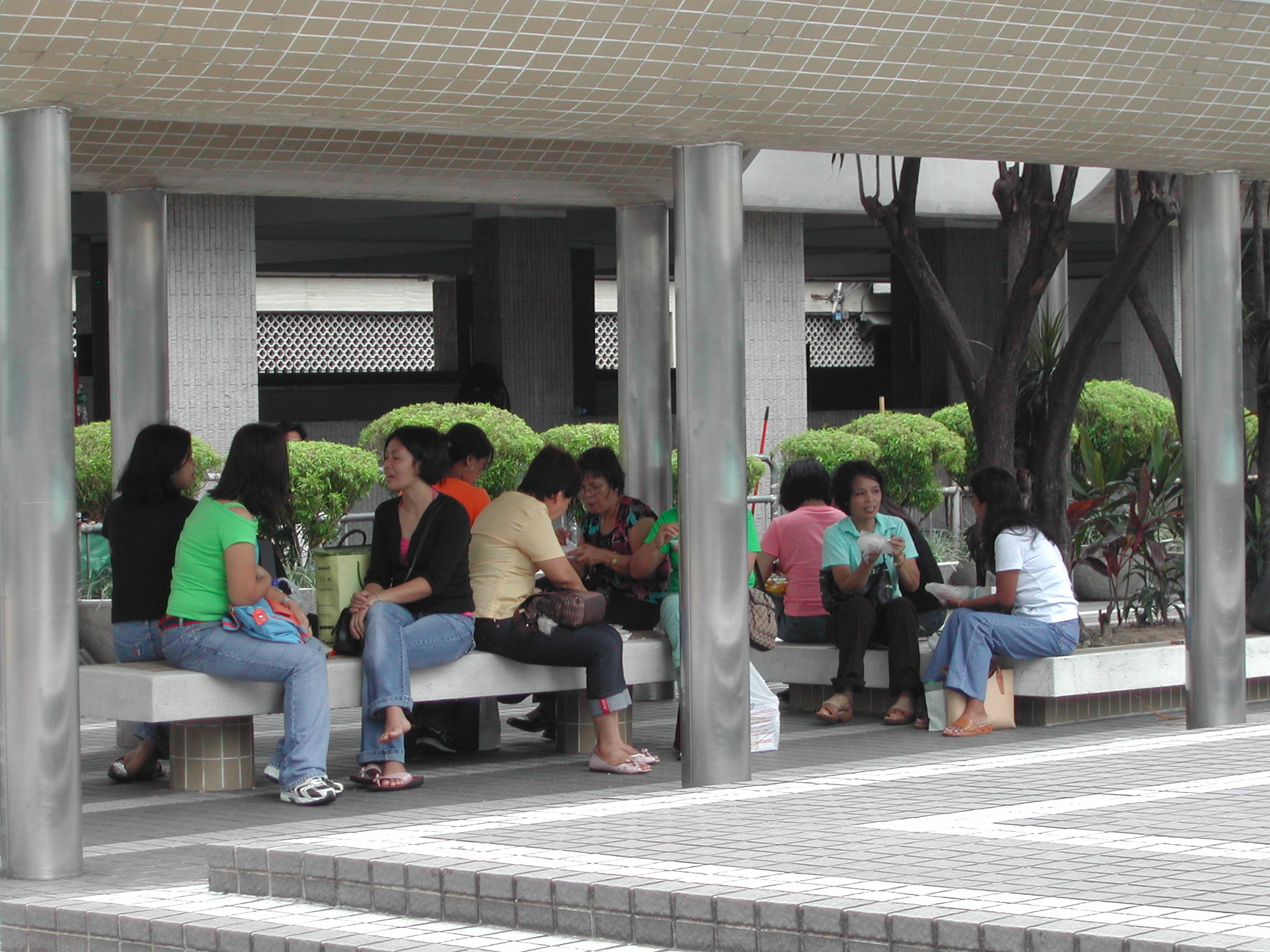
Филиппинские трудящиеся-мигранты в Гонконге

В экономическом развитии Юго-Восточной Азии женщины-мигранты играют важную роль. Спрос на контрактную рабочую силу в арабских государствах, а также в других странах Юго-Восточной и Восточной Азии привёл к значительной эмиграции среди работающих женщин Филиппин,  Индонезии, Шри-Ланки и Таиланда. К 1990-м годам Филиппины стали крупнейшим в мире источником спонсируемых правительством рабочих-эмигрантов. Ежегодно из Филиппин эмигрировало более 700 000 трудовых мигрантов, большинство из которых — женщины. Сегодня филиппинские рабочие-мигранты ежегодно отправляют более 24 миллиардов долларов в виде денежных переводов, что составляет 8-10 % ВВП Филиппин.
Учёные называют «глобальной цепочкой нянь» или «международным разделением репродуктивного труда» ведение женщинами-эмигрантками из Юго-Восточной Азии домашнего хозяйства и уход за членами семьи. Фактически, в странах Юго-Восточной Азии, таких как Филиппины, более 60 % рабочих-эмигрантов составляют женщины и более двух третей из этих женщин занимаются домашней работой. Аналогичным образом, в Индонезии 70 % всех трудовых эмигрантов, уезжающих из Индонезии в Саудовскую Аравию, Сингапур, Малайзию, Гонконг и Южную Корею, составляют женщины, ищущие работу по дому и уходу.
С целью сокращения безработицы и увеличения денежных переводов некоторые правительства стран Юго-Восточной Азии активно содействовали эмиграции работающих женщин. Так, в Индонезии, Департамент трудовых ресурсов создал Центр зарубежного трудоустройства, а также программы обучения для потенциальных женщин-эмигрантов, работающих в качестве домашней прислуги, с целью улучшения их навыков в сфере домашнего обслуживания.
Сингапур и Малайзия обратились к иммигрантам как к дешёвому источнику рабочей силы. В Сингапуре происходит параллельный рост уровня участия сингапурских женщин в рабочей силе и рост числа женщин-мигрантов, работающих в качестве домашней прислуги. Так, в период с 1980-х по 1990-е годы уровень участия женщин в рабочей силе в Сингапуре увеличился на 70 %. Аналогичным образом, число женщин-мигрантов, работающих в качестве домашней прислуги, также значительно возросло, и к 1999 году в Сингапуре насчитывалось более 100 000 женщин-иммигрантов, работающих в качестве домашней прислуги, и это в небольшом городе-государстве с населением чуть менее 4 миллионов человек.
Женщины Мьнмы мигрируют в Таиланд, где они работают почти исключительно в сельском хозяйстве и обрабатывающей промышленности. У них низкая заработная плата и длительный рабочий день Поскольку эти бирманские трудовые мигранты, как правило, не имеют документов, они получают ограниченную защиту в соответствии с тайским законодательством и часто сталкиваются с агрессией со стороны правительства Таиланда и полиции.

### Латинская Америка и Карибский бассейн
Женщины составляли 49,9 % — или почти половину — всех международных мигрантов в Латинской Америке и Карибском бассейне (2019). Кроме того, доля женщин-мигрантов увеличилась в период с 2000 по 2019 год.

### Африка
Наблюдается рост числа женщин-мигрантов, работающих в Африке. Из-за высокого уровня бедности и безработицы на континенте многим женщинам пришлось искать работу или даже стать основными кормильцами своих семей. Наблюдается региональная миграция женщин-работниц для работы в сельскохозяйственном и горнодобывающем секторах а также международная миграция в Северную Америку и Европу, где существует большой спрос на работников по уходу.

## Виды занятости

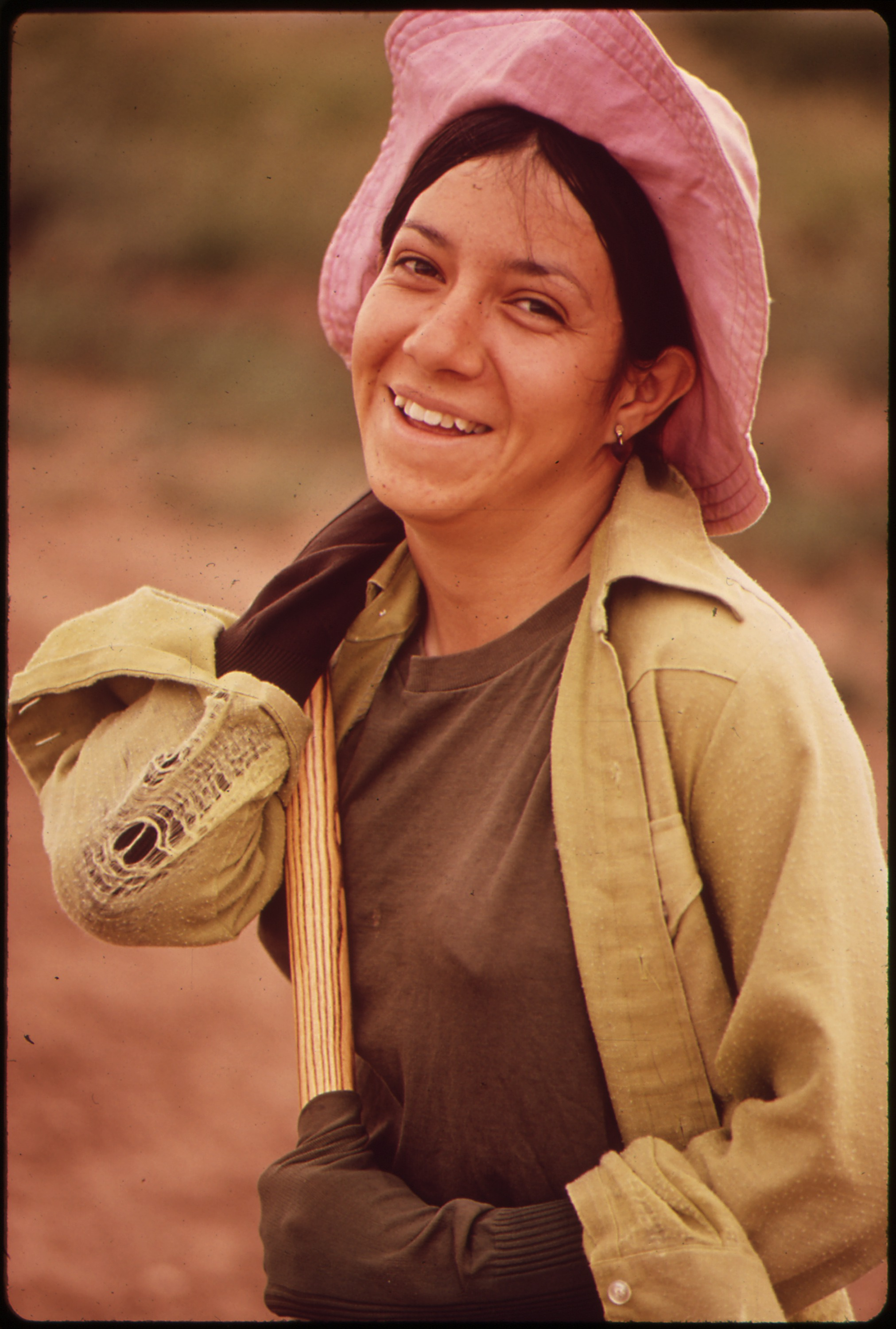
Молодая работница-мигрантка пропалывает сахарную свеклу в Форт-Коллинзе, США, 1972 год.

Для женщин-мигрантов, как правило, характерно сосредоточение в узком диапазоне профессий с ярко выраженным гендерным неравенством, включая как нерегулируемые отрасли, такие как сельское хозяйство, работа по дому и уходу, секс-индустрия, так и высококвалифицированные профессии, такие как сестринское дело.

### Работа по дому и уходу
Работа по дому и уходу за членами семьи — это профессия, в которой преобладают женщины. Рост спроса на домашних работников-мигрантов в Европе вызван старением населения и сокращением социальных выплат, в Сингапуре— ростом числа работающих женщин В результате этого спроса работа по дому и уходу в настоящее время является наиболее распространённой профессией среди женщин-мигрантов.
Для оправдания отказа домашним работникам-мигрантам в той же защите, которой пользуются другие трудящиеся-мигранты используется концепция «членства в семье», ведь оплачиваемая работа по дому и уходу женщин-мигранток часто недооценивается так же, как всегда недооценивался неоплачиваемый репродуктивный труд. Например, при решении вопроса о том, следует ли выплачивать сверхурочную оплату домашнему работнику-мигранту из Румынии, израильские суды задавали вопрос: «Будет ли мать требовать сверхурочную оплату за уход за детьми ночью?». Аналогичным образом, в Великобритании законы, регулирующие ограничения рабочего времени, права на перерывы и ограничения ночной работы, специально исключают домашних работников.
«Невидимость» для общественности и уязвимость для злоупотреблений возникает из-за вынужденного проживания домашних работников вместе со своими работодателями. Широко распространённые случаи сексуального, психологического и физического насилия были зарегистрированы среди домашних работников-мигрантов в ряде стран, включая Гонконг, многие арабские государства и Италию.
Напротив, для домашних работников, иммигрировавших в Канаду по новой пилотной программе Home Child Care Provider больше нет требования совместного проживания.
Женщины-мигранты, работающие в качестве домашней прислуги, редко иммигрируют вместе со своими семьями. В результате они часто «переносят» свою любовь к собственным детям на детей, о которых заботятся, формируя тесную связь со своими подопечными.

## Воздействие на страны происхождения

### Экономические последствия
Исследования, проведённые на Филиппинах, в Шри-Ланке и Малайзии, показали, что женщины-мигранты ищут работу за границей в первую очередь для того, чтобы помочь оплатить основные расходы своих семей и удовлетворить потребности в здравоохранении. Более 601 миллиарда долларов трудящиеся-мигранты перевели в страны своего происхождения(2015). Из этой суммы развивающиеся страны получили более 441 млрд долларов, что в три раза превосходит помощь в целях развития и прямые иностранные инвестиции. В развивающихся странах, таких как Непал, иностранные денежные переводы составляют почти 25 % ВВП. Кроме того, многие трудовые мигранты отправляют денежные переводы по неофициальным каналам, поэтому фактическая сумма ещё выше.
В Мексике и на Филиппинах мужчины переводят больше своих доходов, чем женщины, а в Бангкоке, Лаосе и сельских районах Филиппин наоборот —женщины. Данные Всемирного банка свидетельствуют о том, что, хотя женщины-мигранты обычно зарабатывают меньше, чем их коллеги-мужчины, их вклад составляет половину от  официальных денежных переводов, достигающих 601 миллиарда долларов США (2015).
Денежные переводы от женщин-мигрантов идут на здравоохранение, образование, развитие семьи и общества, в то время как денежные переводы мужчин—на инвестиции. В Непале, денежные переводы женщин-мигрантов, направляются на сокращение бедности на уровне домохозяйств, так 45 % из них использовалисьи  исключительно для удовлетворения основных потребностей, таких как еда и здравоохранение, а также обучение детей. На макроэкономическом уровне денежные переводы также могут помочь странам происхождения справиться с торговым дефицитом, снизить давление на местную валюту и сократить внешний долг.
В то время как денежные переводы стимулировали развитие в некоторых странах, в других сообществах они оказали отрицательное влияние на рост экономики.

### Влияние материнской миграции
Эмиграция женщин-мигрантов привела к неравному международному разделению репродуктивного труда. Дефицит домашней работы в своих странах приходится восполнять родственницам или менее привилегированным местным женщинам.
Эмиграция матерей, в частности, может оказать глубокое влияние на социальное и эмоциональное благополучие их детей. Исследование детей в Шри-Ланке, матери которых работали за границей, показало, что эти дети страдали от психических расстройств чаще, чем контрольная группа. Общение с семьёй часто нерегулярно и «не даёт возможности полноценного обмена». Отсутствие надзора и поддержки со стороны родителей также сказывается на образовании детей.

### Влияние на гендерные роли
Некоторые женщины мигрируют, чтобы избежать репрессивных гендерных норм, покидая свой дом и обретая большую экономическую независимость и свободу. Контроль определённой часть экономических активов даёт женщинам-работницам больше рычагов влияния в домашнем хозяйстве.
Лю, социолог, изучающий гендер, сексуальность, семью и работу в Китае, утверждает, что социальные роли следуют за трудящимися-мигрантами в их новой среде. Женщины из сельской местности принимают несправедливое обращение, потому что оно нормализуется их традиционными и домашними ролями, например, их ролью в семье как домохозяйки и домработницы.
С другой стороны утверждается (Лурдес Бенерия), что гендерные роли меняются по мере того, как женщины из Латинской Америки оставляют свои семьи и переезжают в Западную Европу, чтобы заниматься домашним хозяйством. С одной стороны большинство трудящихся-мигрантов работают в профессиях с ярко выраженным гендерным контекстом, таких как работа по дому и уходу, где их традиционные гендерные роли усиливаются. С другой стороны решение женщины уехать и обеспечивать свою семью денежными переводами инициирует смену гендерных ролей в её семье.
Эмиграция женщин из Шри-Ланки на Ближний Восток в целях работы по дому заставляет мужчин, остающихся в деревнях Шри-Ланки, принимать новые гендерные нормы, которые могут противоречить традиционным гендерным идеалам. Некоторые из этих мужчин обращаются к алкоголю, что считается мужским занятием. Другие мужчины находят себе работу как в своих общинах, так и за их пределами. Несмотря на то, что эти мужчины часто зарабатывают меньше, чем их жены-мигранты, они не отказываются полностью от своей традиционной роли кормильцев своих семей и, таким образом, способны сохранять часть своей мужественности. Те немногие мужчины, которые решают взять на себя бремя домашних дел, которое обычно выполняют женщины, часто подвергаются пренебрежительному отношению,  их считают "слишком женственными ". Поскольку они больше не являются кормильцами своих семей, некоторые в их сообществе считают их больше не «мужчинами».

## Влияние на страны назначения
Глобализация способствует передаче репродуктивного труда от привилегированных женщин из стран с высоким уровнем дохода женщинам-мигрантам из развивающихся стран, работающим в качестве домашней прислуги. Такое делегирование домашних обязанностей позволяет большему количеству женщин из развитых стран заниматься карьерой так же, как это делают мужчины. В Сингапуре большой приток иностранных горничных в период с 1980 по 1994 год сопровождался 70%-м ростом уровня участия замужних сингапурских женщин в рабочей силе.
Во многих развитых странах, таких как США, старение населения привело к увеличению спроса на работников по долгосрочному уходу. Этот спрос удовлетворяется женщинами-мигрантами. В Соединённых Штатах 75 % поставщиков услуг по уходу за пожилыми людьми на дому в Лос-Анджелесе и 95 % операторов домов престарелых на Гавайях являются филиппинскими рабочими-мигрантами. Браун и др. утверждают, что зависимость Соединённых Штатов от женщин-мигрантов, работающих в секторе долгосрочного ухода, узаконила низкую оплату труда работников в этой отрасли и обесценила профессию по уходу за пожилыми людьми в целом.

## Влияние на женщин-мигрантов

### Эксплуатация и злоупотребления
Причиной того, что женщины-мигранты часто не охвачены или лишь частично охвачены трудовым законодательством и социальным обеспечением принимающих стран, является их занятость в неформальном секторе. Эксплуатация женщин часто обусловлена слабой инспекцией труда и менее очевидна, чем эксплуатация мужчин-мигрантов. В частности, женщины-мигранты, работающие в качестве домашней прислуги, часто оказываются в изоляции и попадают в зависимость от своих работодателей. Они страдают от:
- невыплаты заработной платы
- ограничения свободы передвижения
- изъятия документов, удостоверяющих личность, Также сообщалось о случаях, конфискации личных вещей (мобильные устройства)
- длительных смен
- работы в течение целой недели без выходных
- сексуальной эксплуатации
- плохих условий жизни с недостаточным питанием, водой и жильём[62], так хозяева могли запирать шкафы и холодильники, чтобы помешать домашним работникам-мигрантам делать перерывы на прием пищи[63].

Женщины-мигранты изолированы даже в своих собственных социальных кругах, в результате они часто имеют плохую систему поддержки, что ещё больше увеличивает их зависимость от домохозяйств своих работодателей и ставит их в уязвимое положение.

### Репродуктивное здоровье
В Объединённых Арабских Эмиратах и Кувейте для женщин-рабочих-мигрантов запрещена сексуальная активность. Для забеременевших во время пребывания в странах Персидского залива предусмотрен год тюрьмы за преступление «зина». Им приходится рожать в тюрьме, а при депортации их насильно разлучают с детьми.

## Международная реакция
Международная организация труда (МОТ) предоставила список мер по улучшению ситуации как женщин, так и мужчин-мигрантов:
- Реализация Конвенций МОТ № 97 и 143 о трудящихся-мигрантах; Конвенции МОТ № 111 о недискриминации и равенстве; Конвенций МОТ № 19, 118, 157 и 165 о социальном обеспечении.
- Гарантия доступа к медицинской помощи трудящимся-мигрантам и сопровождающим их членам семей.
- Защита прав трудящихся-мигрантов на вступление в профсоюзы и другие объединения мигрантов.
- Обеспечение соблюдения руководящих принципов этического подбора персонала и надзора за частным подбором персонала.
- Подтверждение квалификации трудящихся-мигрантов, полученной в странах их происхождения.
- Предоставление трудовым мигрантам информации перед отъездом, обучение по социальным и трудовым условиям в странах назначения, страхование жизни, пенсионные планы, медицинское страхование и базовая языковая подготовка.

Поддержкой и защитой женщин-работниц занимается ЮНИФЕМ (ныне «ООН-женщины») — подразделение Организации Объединённых Наций. Организация устанавливает стандарты в области прав человека (своевременную оплату труда, выходные дни, медицинское обслуживание и проверку жилищных условий). ЮНИФЕМ продвигал несколько законов, аналогичных закону о защите женщин-мигрантов в Индонезии. Их цель — создать универсальный кодекс этики и обращения для всех, кто мигрирует по работе или по другим причинам.
Неправительственные организации также пытаются защитить права латиноамериканцев и выходцев из стран Карибского бассейна, переезжающих в Европу, с помощью попыток глобального управления международной миграцией.